# 前人足跡
前人足跡（日语：ソングライン），是日本純種競賽馬匹。生涯稱霸一哩賽事，曾勝出2023年維多利亞一哩賽，更於2022及2023年連霸安田紀念。另外由於在東京競馬場屢屢跑出實績，因而被人稱爲「東京之鬼」。

## 出賽前
2018年3月4日出生於北海道安平町北部牧場，成長途中於一口馬主俱樂部Sunday Racing Co. Ltd.進行馬主募集。
其後交由美浦訓練中心練馬師林徹訓練。

## 競賽生涯

### 2歲
2020年6月20日出戰東京競馬場2歲新馬戰，雖然跑出全場最快末腳，但礙於初段留得太後而未能追上前方賽駒，最終以第二名完賽。
11月22日出戰2歲未勝利戰，成功採取後上戰術取得首勝。

### 3歲
2021年1月16日以表列賽紅梅錦標作爲首戰，比賽途中選擇先行戰術，進入直路後仍有餘力繼續加速轟出優秀的末腳，最終拉開第二3馬位再度獲勝。
其後出戰櫻花賞，比賽初段選擇於中團位置推進，通過彎道後墮後至到後方等待時機，然而進入直路後未能加速衝出，最終以第十五大敗。
5月9日出戰NHK一哩賽，比賽初段選擇於中團約莫第六的位置推進，進入直路後發揮優秀的速度衝出並一度取得領先，可惜於終點線前被外檔加速的速度大師超越，最終以鼻位憾負得第二。
進入夏季後其並未放草，而是出戰關屋紀念，賽前獲得第一人氣。比賽開始後，其繼續選擇擅長的居中戰術，進入直路雖然爆發出不俗的速度，但仍然未能超越前方的樂桃源，後續更被一同衝出的空手道超越，最終以第三完賽。
其後出戰富士錦標，比賽初段於約莫第八的位置展開推進，通過最後彎道時候開始發力進佔有利位置。進入直路後，其隨即加速取得領先，其後繼續保持速度抵擋後方里見巫師的追擊，最終以頸位優勢壓過對手取得首個分級賽冠軍。
雖然成功取得一哩冠軍賽的優先出賽權，但陣營並未安排其出走，而是選擇轉戰阪神盃，但於其中以第十五大敗。

### 4歲
2022年年初陣營安排其遠征沙特阿拉伯出戰1351草地短途錦標，改由李慕華策騎。比賽初段其仍然選擇居中戰術，進入直路後隨即展現反應衝出，最終以超越前方馬群下以頸位壓贏信條屋取得冠軍。
回國後以維多利亞一哩賽作爲目標，雖然比賽初段出閘順利且一直保持於中團靠前位置，但於直路上未能如以往一樣表現出優秀的加速力，最終以第五完賽。
6月5日出戰安田紀念，賽前落後於幻蹤黑豹、速度大師及煥發嫣紅取得第四人氣。比賽開始後，其選擇於中團靠後約莫第十的位置追走，並於比賽途中一直保持穩定的節奏推進。進入直路後，騎師池添謙一隨即指揮其抽出外檔加速，於直路轟出優秀的後600米32.9秒末腳之下於終點線前超越速度大師，成功奪得首個一級賽冠軍，亦爲練馬師林徹帶來首個一級賽頭銜。
入秋後出戰人馬錦標，但未能保持水準之下僅獲得第五。

### 5歲
2023年初，再度遠征沙特阿拉伯出戰1351草地短途錦標，但於其中未能加速之下以第十大敗。
回國後於5月14日出戰維多利亞一哩賽，由於主戰騎師池添選擇策騎另一匹由其主戰其賽駒齊叫好，因而改由戶崎圭太代打策騎。比賽開始後，前方由樂桃源帶出領放，純淨之輝及星映天下於先頭位置推進，前人足跡選擇於中團位置追走，而匯兩川則於後方等待時機。通過最後彎道時候，其抽入內欄加速衝刺，於直路中段超越前方的星映天下，後續於終點線前成功透出追過純淨之輝，成功以頭位優勢壓贏對手取得冠軍。
6月4日出戰安田紀念，雖然勝出維多利亞一哩賽，但仍然落後速度大師、純淨之輝及秀逸小島取得第四人氣。比賽開始後，其處於約莫第十一的中團靠後追走，並於比賽途中逐步發力爬升。進入直路後，其抽出外檔位置望空加速，並於直路中段稍微閃入中檔減省腳程，憑借其優秀的加速力，其於最後關頭超越前方領先的金積驥及秀逸小島，後續保持速度抵擋後方的速度大師，最終以1 1/4馬位優勢率先衝線，成爲第三匹連霸此賽事的賽駒，亦爲繼2009年伏特加後第二匹連續贏得維多利亞一哩賽及安田紀念的賽駒。

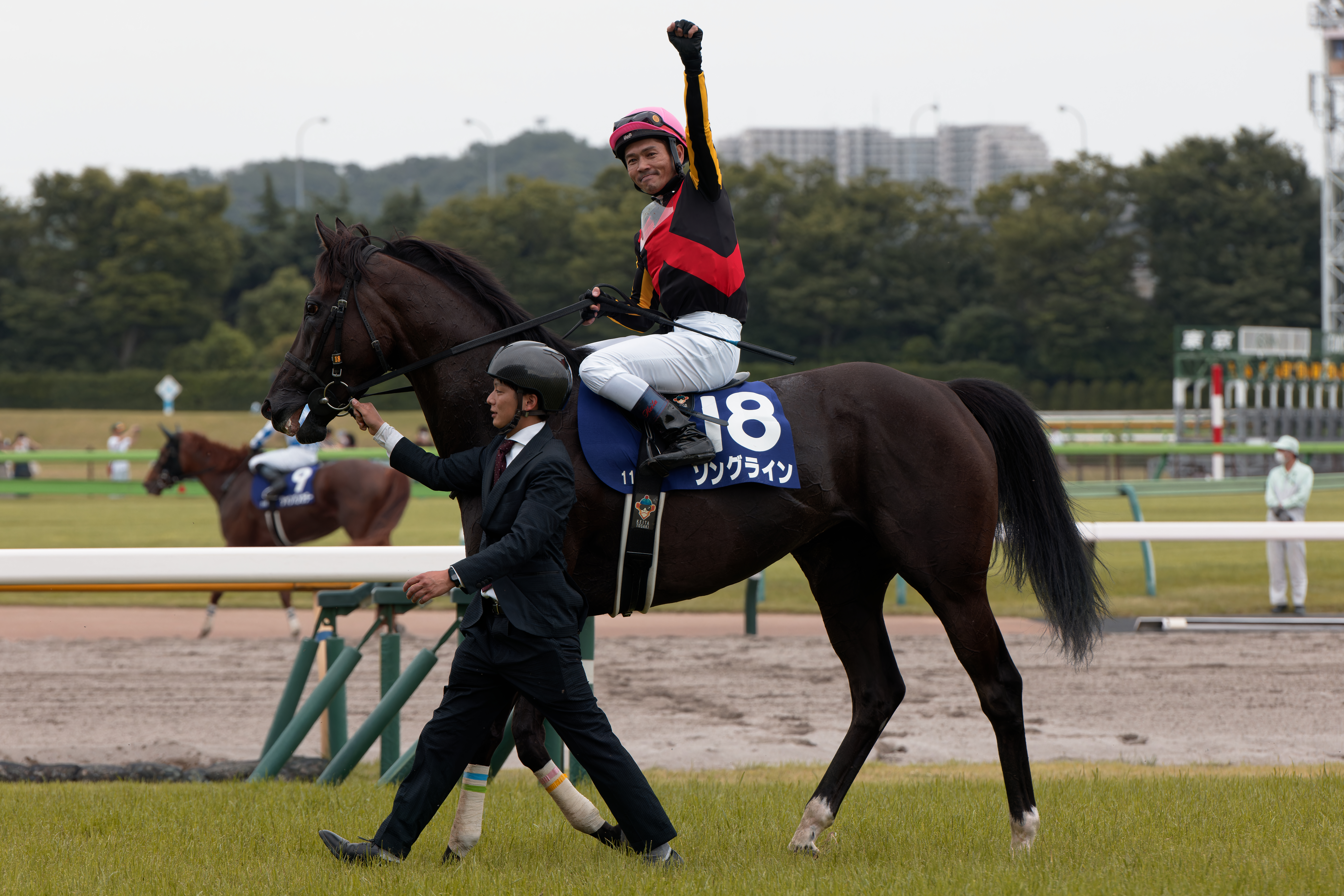
安田紀念賽後致謝

入秋後以每日王冠作爲起動戰，比賽開始後處於中團位置推進，通過彎道時候逐漸被馬群包圍。進入直路後，其仍然處於無法衝出的狀態，雖然於直路中段終於尋找到空隙突破並加速，但最終仍無法超越內欄的傲蹄巴魯，以鼻位差距憾負得第二。
11月遠征美國出戰育馬者盃一哩大賽，賽前於美國及日本均獲得第一人氣。比賽開始後，面對同爲日本馬的紅瑪瑙的領放，其選擇於中團靠前位置展開推進，並於過彎時候逐步由外檔發力。進入直路後，雖然其處於望空位置且騎師戶崎開始催策，但反應平平之下未能進入全速狀態，最終僅跑獲第五完賽。
11月22日，陣營宣佈安排其退役的消息。
年末，由於其於年間贏得兩項一哩一級賽的冠軍，其中更包含達成連霸的安田紀念，因而於評選中均以275票當選最佳4歲及以上雌馬和本年度新設立的最佳一哩馬。

### 詳細賽績
| 日期       | 舉辦國家   | 馬場     | 距離   | 級別 | 賽事名稱         | 負重 | 騎師     | 馬號 | 出馬 | 名次 | 時間     | 頭馬（二馬）      |
| ---------- | ---------- | -------- | ------ | ---- | ---------------- | ---- | -------- | ---- | ---- | ---- | -------- | ----------------- |
| 20/6/2020  | 日本       | 東京     | 草1400 |      | 2歲新馬          | 54   | 連達文   | 10   | 16   | 2    | 1:23.7   | Cool Cat          |
| 22/11/2020 | 日本       | 東京     | 草1600 |      | 2歲未勝利        | 54   | 丸山元氣 | 3    | 18   | 1    | 1:34.1   | （Tosen Melanie） |
| 16/1/2021  | 日本       | 中京     | 草1400 | L    | 紅梅錦標         | 54   | 李慕華   | 6    | 11   | 1    | 1:20.6   | （嬌倩）          |
| 11/4/2021  | 日本       | 阪神     | 草1600 | GI   | 櫻花賞           | 55   | 池添謙一 | 16   | 18   | 15   | 1:33.1   | 純淨之輝          |
| 9/6/2021   | 日本       | 東京     | 草1600 | GI   | NHK一哩賽        | 55   | 池添謙一 | 10   | 18   | 2    | 1:31.6   | 速度大師          |
| 15/8/2021  | 日本       | 新潟     | 草1600 | GIII | 關屋紀念         | 51   | 池添謙一 | 11   | 17   | 3    | 1:32.9   | 樂桃源            |
| 23/10/2021 | 日本       | 東京     | 草1600 | GII  | 富士錦標         | 52   | 池添謙一 | 1    | 17   | 1    | 1:33.2   | （里見巫師）      |
| 25/12/2021 | 日本       | 阪神     | 草1400 | GII  | 阪神盃           | 54   | 池添謙一 | 17   | 18   | 15   | 1:21.5   | （攻必勝）        |
| 26/2/2022  | 沙特阿拉伯 | 安都拉茲 | 草1351 | GIII | 1351草地短途錦標 | 55.1 | 李慕華   | 14   | 14   | 1    | 1:18.00  | （信條屋）        |
| 15/5/2022  | 日本       | 東京     | 草1600 | GI   | 維多利亞一哩賽   | 55   | 池添謙一 | 2    | 18   | 5    | 1:32.5   | 純淨之輝          |
| 5/6/2022   | 日本       | 東京     | 草1600 | GI   | 安田紀念         | 56   | 池添謙一 | 13   | 18   | 1    | 1:32.3   | （速度大師）      |
| 11/9/2022  | 日本       | 中京     | 草1200 | GII  | 人馬錦標         | 56   | 李慕華   | 11   | 13   | 5    | 1:06.9   | 齊叫好            |
| 25/2/2023  | 沙特阿拉伯 | 安都拉茲 | 草1351 | GIII | 1351草地短途錦標 | 55.3 | 李慕華   | 11   | 13   | 10   | 1:18.62  | 猛獅闊步          |
| 14/5/2023  | 日本       | 東京     | 草1600 | GI   | 維多利亞一哩賽   | 56   | 戶崎圭太 | 6    | 16   | 1    | 1:32.2   | （純淨之輝）      |
| 4/6/2023   | 日本       | 東京     | 草1600 | GI   | 安田紀念         | 56   | 戶崎圭太 | 18   | 18   | 1    | 1:31.4   | （秀逸小島）      |
| 8/10/2023  | 日本       | 東京     | 草1800 | GII  | 每日王冠         | 57   | 戶崎圭太 | 10   | 12   | 2    | 1:45.3   | 傲蹄巴魯          |
| 4/11/2023  | 美國       | 聖雅尼塔 | 草1600 | GI   | 育馬者盃一哩大賽 | 56   | 戶崎圭太 | 10   | 13   | 5    | 紀錄缺失 | 雄霸海上          |

## 退役後
退役後，前人足跡成為了配種馬，於北海道安平町北部牧場休養，在2024進行配種。首匹子嗣將2025年出生，可於2027年出賽。

### 詳細繁殖資料
| 數目 | 馬名         | 出生年 | 性別 | 父系     | 練馬師 | 馬主 | 戰績       |
| ---- | ------------ | ------ | ---- | -------- | ------ | ---- | ---------- |
| 首匹 | 前人足跡2025 | 2025   | 雌   | 文雅之士 |        |      | （出賽前） |

## 血統簡介
父系高情厚意爲日本賽駒，生涯戰績優秀，曾勝出一級賽東京優駿（日本打吡），亦贏得法國二級賽尼爾錦標。父系大震撼爲日本賽駒，爲日本賽馬史上第二匹無敗三冠馬，生涯出戰十四場賽事僅得兩場未能勝出，退役後配種成績亦極爲優秀。
母系Luminous Parade爲日本賽駒，生涯勝出四場賽事但未突破條件戰級別。外祖父吉兆爲美國生產的日本賽駒，生涯戰績彪炳，曾於2002年及2003年連霸秋季天皇賞及有馬紀念。

### 血統表
| 父線：週日寧靜系（Halo系）                       |                               |                  |               |
| 種馬 高情厚意 2010年（棕色）                     | 大震撼 2002年（棗色）         | 週日寧靜         | Halo          |
| 種馬 高情厚意 2010年（棕色）                     | 大震撼 2002年（棗色）         | 週日寧靜         | Wishing Well  |
| 種馬 高情厚意 2010年（棕色）                     | 大震撼 2002年（棗色）         | 風中秀髮         | Alzao         |
| 種馬 高情厚意 2010年（棕色）                     | 大震撼 2002年（棗色）         | 風中秀髮         | Burghclere    |
| 種馬 高情厚意 2010年（棕色）                     | Catequil 1990年（棗色）       | 雷貓             | 雷鳥          |
| 種馬 高情厚意 2010年（棕色）                     | Catequil 1990年（棗色）       | 雷貓             | Terlingua     |
| 種馬 高情厚意 2010年（棕色）                     | Catequil 1990年（棗色）       | Pacific Princess | Damascus      |
| 種馬 高情厚意 2010年（棕色）                     | Catequil 1990年（棗色）       | Pacific Princess | Fiji          |
| 繁殖雌馬 Luminous Parade 2011年（深棗色）        | 吉兆 1999年（深棗色）         | Kris S.          | 雷弼圖        |
| 繁殖雌馬 Luminous Parade 2011年（深棗色）        | 吉兆 1999年（深棗色）         | Kris S.          | Sharp Queen   |
| 繁殖雌馬 Luminous Parade 2011年（深棗色）        | 吉兆 1999年（深棗色）         | Tee Kay          | Gold Meridian |
| 繁殖雌馬 Luminous Parade 2011年（深棗色）        | 吉兆 1999年（深棗色）         | Tee Kay          | Tri Argo      |
| 繁殖雌馬 Luminous Parade 2011年（深棗色）        | Luminous Point 2003年（灰色） | 愛麗速子         | 週日寧靜      |
| 繁殖雌馬 Luminous Parade 2011年（深棗色）        | Luminous Point 2003年（灰色） | 愛麗速子         | 愛麗花        |
| 繁殖雌馬 Luminous Parade 2011年（深棗色）        | Luminous Point 2003年（灰色） | Soninke          | Machiavellian |
| 繁殖雌馬 Luminous Parade 2011年（深棗色）        | Luminous Point 2003年（灰色） | Soninke          | Sonic Lady    |
| 雌系：號族：B3                                   |                               |                  |               |
| 五代內近親交配：週日寧靜 3×4、Hail to Reason 5×5 |                               |                  |               |

## 命名由來
名字Songline（ソングライン）是澳洲原住民所信仰的泛靈論中提到的「歌之徑」，於其信仰中代表祖先的指引和連結，聯想自父系高情厚意之名字，香港則取其含意，翻譯为「前人足跡」。

## 外部連結
- 前人足跡 netkeiba.com （页面存档备份，存于）
- 血統表 （页面存档备份，存于）